# Dichiarazione di Rio

## Premessa
Nel 1992, i rappresentanti di 172 Paesi si sono incontrati nell’ambito della «United Nations Conference on Environment and Development, UNCED» di Rio de Janeiro, per cercare di risolvere problemi quali la povertà, la crescente disparità tra Paesi industrializzati e Paesi in via di sviluppo nonché le difficoltà sempre maggiori negli ambiti sociali, economici ed ambientali. Durante la Conferenza sono stati sottoscritti 3 Accordi non vincolanti e 2 Convenzioni:
- Agenda 21,
- Dichiarazione di Rio su ambiente e sviluppo,
- Dichiarazione dei principi per la gestione sostenibile delle foreste,
- Convenzione quadro sui cambiamenti climatici,
- Convenzione sulla diversità biologica.

## La dichiarazione
La Dichiarazione di Rio su Ambiente e Sviluppo, definisce in 27 principi diritti e responsabilità delle nazioni nei riguardi dello sviluppo sostenibile.
"Gli Stati coopereranno in uno spirito di partnership globale per conservare, tutelare e ripristinare la salute e l'integrità dell'ecosistema terrestre."
[…]
"Il modo migliore di trattare le questioni ambientali è quello di assicurare la partecipazione di tutti i cittadini interessati, a diversi livelli. […] Gli Stati faciliteranno e incoraggeranno la sensibilizzazione e la partecipazione del pubblico,rendendo ampiamente disponibili le informazioni."
[…]
"Gli Stati dovranno cooperare per promuovere un sistema economico internazionale aperto e favorevole, idoneo a generare una crescita economica e uno sviluppo sostenibile in tutti i Paesi, a consentire una lotta più efficace ai problemi del degrado ambientale. […] Le misura di lotta ai problemi ecologici transfrontalieri o mondiali dovranno essere basate, per quanto è possibile, su un consenso internazionale."
[…] 
La Comunità e i singoli cittadini devono assumersi in prima persona le proprie responsabilità. La condivisione della responsabilità impone un'azione collettiva […]

## Il Seguito
L'Unione europea approva nel 1992 il Quinto Piano di Azione Ambientale ("Per uno sviluppo durevole e sostenibile" 1993/1999) al fine di rendere operativi gli accordi firmati a Rio de Janeiro. Il Piano auspica un cambiamento dei modelli di comportamento della società promuovendo la partecipazione di tutti i settori, rafforzando lo spirito di corresponsabilità che si estende all'Amministrazione Pubblica, alle imprese e alla collettività. Vengono ampliati i dispositivi per l'attuazione del programma, come strumenti legislativi, economici e finanziari.
Nel 2012 L'ONU ha organizzato a Rio de Janeiro la Conferenza delle Nazioni Unite sullo Sviluppo Sostenibile, denominata anche Rio+20, in quanto tenutasi a 20 anni di distanza dal Vertice della Terra di Rio de Janeiro UNCED del 1992. La Conferenza, che ha visto un ruolo di primo piano della delegazione italiana, si è conclusa con un documento di natura programmatica, intitolato "The Future We Want" che avvia numerosi processi internazionali e nazionali su temi considerati cruciali per il futuro del Pianeta.